# Мате Бајлон
Мате Бајлон (Каштел Камбеловац, 1903 — Београд, 1995) био је архитекта и професор Архитектонског факултета у Београду.

## Биографија
Дипломирао је на Архитектонском одељењу Техничке школе у Бечу. Радио је најпре као општински архитекта у Сарајеву а после Другог светског рата у Повереништву за економску обнову, Министарству грађевина и Савезном заводу за пројектовање, а од 1947. године као ванредни, затим и редовни професор на Архитектонском факултету.
Пројектовао је велики број стамбених објеката и објеката јавне намене у Сарајеву. Био је присталица интернационалног стила. У Београду, где је живео и радио, пројектовао је стамбену зграду Хипотекарне банке и Етнографски музеј и неке друге објекте.

## Педагошки рад и теорија
Као педагог и професор Архитектонског факултета у Београду био је поборник активне педагогије, а у теоријским истраживањима се углавном бавио стамбеним зградама, проблемима конструктивног система и његовог утицаја на стамбену изградњу, анализе станова. Његова књига о становању је на факултету коришћена као уџбеник за предмет из стамбених зграда.